# 第一五三海軍航空隊
第一五三海軍航空隊（だい153かいぐんこうくうたい）は、日本海軍の部隊の一つ。蘭印防衛を主眼とした偵察機部隊として、大東亜戦争後期に偵察・迎撃行動に従事した。

## 沿革
ニューギニアの陸戦が激化し、オーストラリアで戦力回復を図っていたアメリカ陸軍の反攻が間近に迫ってきたことを受け、西ニューギニアから東蘭印にかけての最前線で活動する長距離偵察隊が必要となってきた。長らくセレベス島のケンダリ飛行場を拠点として要衝ダーウィン方面の爆撃任務を担っていた第七五三海軍航空隊が長距離偵察任務も兼ねていたが、一度も内地帰還ができないまま消耗を強いられていた。そこで新たに偵察専門の部隊として編成されたのが一五三空である。しかし、当初は偵察機の調達ができなかったため、要員はそろっていても偵察ができず、陸軍飛行隊から得た偵察情報を分析して知らせるのが精一杯だった。開隊から2ヶ月で、ようやく陸軍から一〇〇式司令部偵察機の譲渡を受け、独自の偵察行動が可能になった。
- 昭和19年1月1日　新竹飛行場を原隊としてケンダリ飛行場で開隊（定数：陸上偵察機12機。ただし当初は機体なし）。

　　　　　　　　　南西方面艦隊第十三航空艦隊直率。
　　　　　　　　　3月までに陸軍より譲渡された一〇〇式司偵での偵察を開始。3月初旬には本土より二式艦上偵察機が到着。
- 昭和19年3月5日　二式艦偵2機でニューギニア南部を偵察。
- 昭和19年3月10日　一〇〇式司偵でニューギニアの偵察を10日おきに開始。
- 昭和19年3月30日　パラオ大空襲にともない、ニューギニア北方洋上で警戒索敵に従事。4月8日の警戒解除まで続行。
- 昭和19年4月9日　ニューギニア進出下令、ビアク島沖のワクデ島飛行場に進出。13日より哨戒開始。
- 昭和19年4月22日　ホーランディア地上戦開始。
- 昭和19年5月4日　陥落後のホーランディアを偵察、飛行場整備状況を通報。

　　　　　　　　この頃、戦闘第311飛行隊を編入し、戦偵混成隊となる。
- 昭和19年5月上旬　ニューギニア最西端ソロン飛行場に撤退。18日からのワクデ島地上戦を回避する。
- 昭和19年5月25日　ダバオで練成中の第二〇一海軍航空隊より12機を編入。
- 昭和19年5月27日　第一次渾作戦発動。6月3日の中止命令まで航路哨戒に従事。

　　　　　　　　　旧二〇一空戦闘機隊はケンダリに進出。
　　　　　　　　　本隊戦闘機隊2機を第24飛行戦隊（ビアク島敵陣の爆撃）の護衛に派遣。
- 昭和19年6月5日　第二次渾作戦発動。再び航路哨戒に従事。
- 昭和19年6月7日　総員にケンダリへの撤退を下令。機材放棄・渾作戦より離脱。

　　　　　　　　以後、再編作業に従事。
- 昭和19年7月10日　航空隊大改編を実施。第一航空艦隊直率とし、ダバオに後退。

　　　　　　　　　偵察第102飛行隊は残留。
　　　　　　　　　戦闘第311飛行隊を二〇一空に譲渡し、解隊した第二五一海軍航空隊を戦闘第901飛行隊として編入。
- 昭和19年7月25日　調達機体の第一陣として、彗星4機・月光9機がマニラに到着。

　　　　　　　　　8月中は機体不足のために哨戒活動は不可能で、陸軍飛行第15戦隊の情報分析に終始。
- 昭和19年9月1日　ダバオへの空襲開始。
- 昭和19年9月2日　ダバオ再空襲。月光隊4機で迎撃。彗星隊3機による敵機動部隊哨戒を開始。
- 昭和19年9月9日　ダバオ空襲に際し、月光隊は三号弾を使用するが撃墜に失敗、全機喪失。
- 昭和19年9月中旬　彗星2機・月光8機、ルソン島ニコルス飛行場に進出。

　　　　　　　　　到着後、彗星2機・月光6機が故障のため哨戒不能。月光2機での哨戒を実施。
- 昭和19年9月21日　マニラ空襲後の追撃で機動部隊発見、1機喪失。
- 昭和19年9月22日　残る1機で二〇一空爆装零戦隊を誘導。

　　　　　　　　　この行動を最後に、ニコルス本隊の行動は「戦史叢書」に記録されていない。
- 昭和19年10月27日　ダバオ残留隊による多号作戦支援開始。
- 昭和19年11月末　　機体払底。
- 昭和20年1月9日　一航艦に台湾撤退を下令。
- 昭和20年2月5日　一航艦再編。第一三二海軍航空隊・第一三三海軍航空隊ほか4個航空隊を新編。選外の搭乗員は高雄警備府第二十六航空戦隊に編入。
- 戦後解隊

一五三空要員の大多数は、2月10日までの救出作業に乗じてよって台湾へ撤退することができず、フィリピンに取り残された。撤退できなかった全航空隊の搭乗員15000名は、杉本丑衛二十六航戦司令官の指揮下で「クラーク地区防衛部隊」を結成、陸軍戦車第二師団隷下で地上戦に借り出された。現地で一五三空要員の指揮を執った和田鉄二郎司令は降伏後の10月29日に病没し、生還できなかった。

## 主力機種
- 一〇〇式司令部偵察機…開隊当初に陸軍から譲渡された機体。
- 彗星 (航空機)…開隊後の調達機。偵察機仕様の二式艦上偵察機と爆撃機仕様が混在している。
- 零式艦上戦闘機…編入された戦闘機隊の主力機。再編後は夜戦仕様も混在している。
- 月光…再編後の主力機。偵察機仕様の二式陸上偵察機は含まれていない。

## 歴代司令
- 山口盛義 中佐：昭和19年1月1日 －
- 猪口力平 中佐：昭和19年2月25日 －
- 高橋農夫吉 大佐：昭和19年7月10日 －
- 和田鉄二郎 大佐：昭和19年11月15日 － 戦後解隊 ※昭和20年10月29日戦病死